# Mayra Aldana
Mayra Graciela Aldana Najarro (San Salvador, 17 agosto 1986) è una modella salvadoregna, rappresentante di El Salvador per il concorso di bellezza internazionale Miss Universo 2011, che si è tenuto a São Paulo, in Brasile, il 12 settembre 2011..
La modella si era classificata al secondo posto del concorso nazionale Nuestra Belleza El Salvador, dietro la diciottenne Alejandra Ochoa, che però ha dovuto rinunciare per sopravvenuti motivi di salute. Pertanto secondo il regolamento, il titolo di rappresentante di El Salvador è passato alla Aldana.
In precedenza la modella aveva partecipato a vari concorsi di bellezza locali: nel 2004 ha partecipato e vinto a Chica Cool, concorso organizzato dalla stazione radio Cool 89.3 FM; nel 2005 ha partecipato a Miss Bahía del Sol dove aveva vinto il titolo di Mejor Figura; nel 2009 ha preso parte al concorso internazionale Miss Terra; nel 2010 ha partecipato a Reinado Internacional del Mar in Colombia.
Nel 2010 era stata scelta anche come rappresentante per Miss International 2010 in Cina, però poche settimane prima dell'evento, durante un'intervista concessa al periodico El Diario de Hoy, aveva manifestato il suo desiderio di partecipare piuttosto a Miss Universo. In seguito alla polemica scatenata da quelle dichiarazioni, la modella doveva essere sostituita da Julia Iris Ayala, ma l'iscrizione arrivò tardi, e non vi fu alcuna rappresentanza salvadoregna per Miss International.
In occasione di Miss Universo 2011 Mayra Aldana non è riuscita a superare le fasi preliminari del concorso.